# Aram Pusters
Aram Pusters (Oss, 16 oktober 1992) is een Nederlands voetballer die in het verleden als verdediger actief was bij FC Oss. Nadat hij in de jeugd van FC Oss had gespeeld speelde hij vier seizoenen voor SV TOP. In de zomer van 2015 maakte hij de overstap naar profclub FC Oss. Hij maakte zijn profdebuut op 28 september 2015, in de uitwedstrijd tegen Jong Ajax (2-2). Pusters viel in de laatste minuut in voor Istvan Bakx. Omdat hij bij FC Oss weinig in actie kwam, ging Pusters na één seizoen weer terug naar zijn voormalige club SV TOP.